# Kpataba
Kpataba est l'un des quatorze arrondissements de la commune de Savalou dans le département des Collines au centre du Bénin.

## Géographie
L'arrondissement de Kpataba est situé au centre du Bénin et compte 7 villages. Il s'agit de : 
- Mondji
- Codji
- Ekpa
- Koutago
- Lozin
- Miniki

## Démographie
Selon le recensement de la population de 2013 conduit par l'Institut national de la statistique et de l'analyse économique (INSAE), Kpataba compte 6092 habitants.